# The Book of Souls: Live Chapter
The Book of Souls: Live Chapter è il decimo album dal vivo del gruppo musicale britannico Iron Maiden, pubblicato il 17 novembre 2017 dalla Parlophone.

## Descrizione
Contiene una selezione di brani tratti dal The Book of Souls World Tour, che ha visto il gruppo esibirsi in circa quaranta nazioni dei cinque continenti del mondo dal febbraio 2016 al luglio del 2017 (con una pausa di circa otto mesi, da agosto ad aprile, tra prima e seconda tappa), in promozione del loro sedicesimo album in studio, The Book of Souls.

## Tracce
Disco 1
1. If Eternity Should Fail (Qudos Bank Arena, Sydney, Australia, 6/5/16) – 7:46
2. Speed of Light (Grand Arena, Grandwest, Cape Town, South Africa, 18/5/16) – 5:08
3. Wrathchild (3Arena, Dublin, Ireland, 6/5/17) – 2:59
4. Children of the Damned (Bell Centre, Montreal, Canada, 1/4/16) – 5:14
5. Death or Glory (Wroclaw Stadium, Wroclaw, Poland, 3/7/16) – 5:15
6. The Red and the Black (Ryogoku Kokugikan, Tokyo, Japan, 21/4/16) – 13:17
7. The Trooper (Estadio Jorge Magico Gonzalez, San Salvador, El Salvador, 6/3/16) – 4:05
8. Powerslave (Piazza Dell'Unita D'Italia, Trieste, Italy, 26/7/16) – 7:31

Disco 2
1. The Great Unknown (Metro Radio Arena, Newcastle, UK, 14/5/17) – 6:50
2. The Book of Souls (Download Festival, Donington, UK, 12/6/16) – 10:49
3. Fear of the Dark (Arena Castelao, Fortaleza, Brazil, 24/3/16) – 7:34
4. Iron Maiden (Estadio Velez Sarsfield, Buenos Aires, Argentina, 15/3/16) – 6:05
5. The Number of the Beast (Wacken Open Air, Wacken, Germany, 4/8/16) – 5:06
6. Blood Brothers (Download Festival, Donington, UK, 12/6/16) – 7:35
7. Wasted Years (HSBC Arena, Rio De Janeiro, Brazil, 17/3/16) – 5:38

## Formazione
Gruppo
- Bruce Dickinson – voce
- Dave Murray – chitarra
- Adrian Smith – chitarra, cori
- Janick Gers – chitarra
- Steve Harris – basso, cori
- Nicko McBrain – batteria

Altri musicisti
- Michael Kenney – tastiera

Produzione
- Tony Newton – produzione, registrazione, ingegneria del suono, missaggio
- Steve Harris – coproduzione
- Ade Emsley – mastering

## Classifiche
| Classifica (2017)          | Posizione massima |
| -------------------------- | ----------------- |
| Australia                  | 17                |
| Austria                    | 10                |
| Belgio (Fiandre)           | 21                |
| Belgio (Vallonia)          | 32                |
| Canada                     | 44                |
| Finlandia                  | 8                 |
| Francia                    | 28                |
| Germania                   | 5                 |
| Italia                     | 17                |
| Norvegia                   | 19                |
| Paesi Bassi                | 23                |
| Polonia                    | 28                |
| Portogallo                 | 10                |
| Regno Unito                | 17                |
| Regno Unito (rock & metal) | 1                 |
| Spagna                     | 7                 |
| Stati Uniti                | 49                |
| Stati Uniti (hard rock)    | 1                 |
| Stati Uniti (rock)         | 5                 |
| Stati Uniti (tastemaker)   | 4                 |
| Svezia                     | 8                 |
| Svizzera                   | 5                 |
| Ungheria                   | 8                 |